# Жилинский, Александр Евгеньевич
Александр Евгеньевич Жилинский (укр. Олександр Євгенович Жилінський; 1 декабря 1955, Бердянск — 12 декабря 2020, Киев) — советский и украинский композитор, актёр, певец, Заслуженный деятель искусств Украины (1995). Член Национальных союзов театральных деятелей и композиторов Украины, член Ассоциации деятелей эстрадного искусства.

## Биография
В 1977 году закончил Киевский Государственный институт театрального искусства им. И. Карпенко-Карого, а в 1987 году — Киевскую Государственную Консерваторию им. П. И. Чайковского по классу композиции. Творческая деятельность Александра Жилинского, как композитора, началась с 1972 года. Занимался преподавательской и постановочной работой в Киевском училище эстрадно-циркового искусства и в Киевском Государственном институте театрального искусства им. И. Карпенко-Карого.
Александр Жилинский — автор симфонической и камерной музыки, ораторий, мюзиклов, музыки к телевизионным и театральным постановкам, кинофильмам, а также более двухсот песен на стихи известных поэтов, среди которых Юрий Рыбчинский, Юрий Мельничук, Андрей Дементьев, Алексей Кононенко. Песни Александра Жилинского исполняют Николай Караченцов, Валентина Толкунова, Таисия Повалий и другие артисты. На песни Жилинского снято более 20 видеоклипов. Его песни в авторском исполнении и в исполнении других артистов вышли в свет на аудиокассетах и дисках на Украине, Канаде, России, Беларуси, Польше (1989—2012 г.г.) под названиями: "MOSKOW DISCOCLUBS — 89″, «ВЕСЕЛАД», «Мамина казка», «Всього лиш мить», «Ирина», «Я желаю Вам добра», «Спогади і мрії», «Чорнобривці», «Конвалии білі», "Парад звезд — 94″, "INTRO-96″, «LYBID TRIO», «Страны и города», «Стежка до раю», «Жива вода» и т. д. В 1990 году как актёр и певец исполнил одну из главных ролей (король Карл) в рок-опере Геннадия Татарченко и Юрия Рыбчинского «Белая ворона».
С 1973 года жил в Киеве.

## Награды
- Обладатель Гран-при Международного конкурса чтецов имени В. Яхонтова (г. Ленинград, 1976 г.).
- Имеет отличия и награды министерств культуры Советского Союза и Украины, МВД Советского Союза и Украины, Государственного комитета по делам охраны государственной границы Украины, Украинской Православной Церкви.
- Заслуженный деятель искусств Украины — 1995 г.[2]

## Избранные песни
- «Париж» (слова Юрия Рыбчинского), исполняет Николай Караченцов
- «Новогодняя звезда» (слова Юрия Мельничука), исполняет Николай Караченцов[5]
- «Мамина сказка» (слова Алексея Кононенко), исполняет Александр Жилинский
- «Старое кафе» (слова Юрия Рыбчинского), исполняют Александр Жилинский и Юрий Рыбчинский
- «Приглашение в сказку» (слова Игоря Афанасьева), исполняют Любовь и Виктор Анисимовы
- «Чего ты больше ей принес» (слова Андрея Дементьева), исполняет Аким Салбиев
- «Веселкова» (слова Алексея Кононенко), исполняет Александр Жилинский
- «Песня джуры» (слова Алексея Кононенко), исполняет Александр Жилинский
- «Андреевский спуск» (слова Юрия Мельничука), исполняет Александр Жилинский
- «Два сердца» (слова Игоря Горового), исполняет Александр Жилинский
- «Снежная баба» (слова Юрия Рыбчинского), исполняет Валентина Толкунова[3][6]

## Аудиопостановки
- 1990 — Рок-опера «Белая ворона» (композитор Геннадий Татарченко, автор либретто Юрий Рыбчинский) — Король Карл[2]

## Фильмография

### Роли в кино
- 2011 — «Порох и дробь», Рыбак
- 2012 — «Прости меня моя любовь» (16 серия), Столичный депутат Геннадий
- 2013 — «Трубач», Музыкант
- 2014 — «Брат за брата — 3», Островский, полковник УВД
- 2015 — «Отдел 44», Полковник Коротченко
- 2015 — «Схватка», Прокурор Петрушев[2]